# 根管長測定器

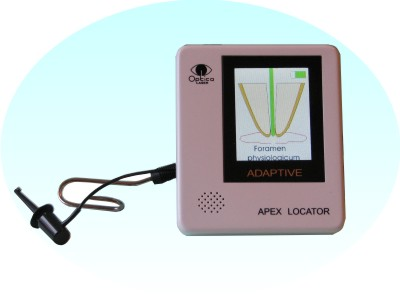
根管長測定器

根管長測定器（こんかんちょうそくていき、Electronic apex locator）とは歯内療法における抜髄、感染根管処置の治療の際に用いる測定装置。ルートキャナルメーター、電気的根管長測定器とも言われる。歯科領域において日本で開発され世界的に普及した技術の一つである。
抜髄、感染根管処置の治療にあたっては根尖部までしっかりと感染物質を除去し、その後、根管充填材により最終的に根尖部まで綿密に充填すべきというものが現在の歯科医学の考え方であるが、それにあたっては湾曲している根の正確な長さの把握が不可欠である。根管長測定器は口腔粘膜と根管内に挿入した測定電極の先端との間のインピーダンス値を測定することにより根の長さを把握する装置である。口腔内の状況により一定の誤差が生じるためX線写真での測定、平均歯根長、手指の感覚、ペーパーポイントなどと組み合わせて用いる事が推奨される。

## 開発の歴史・主な製品の推移

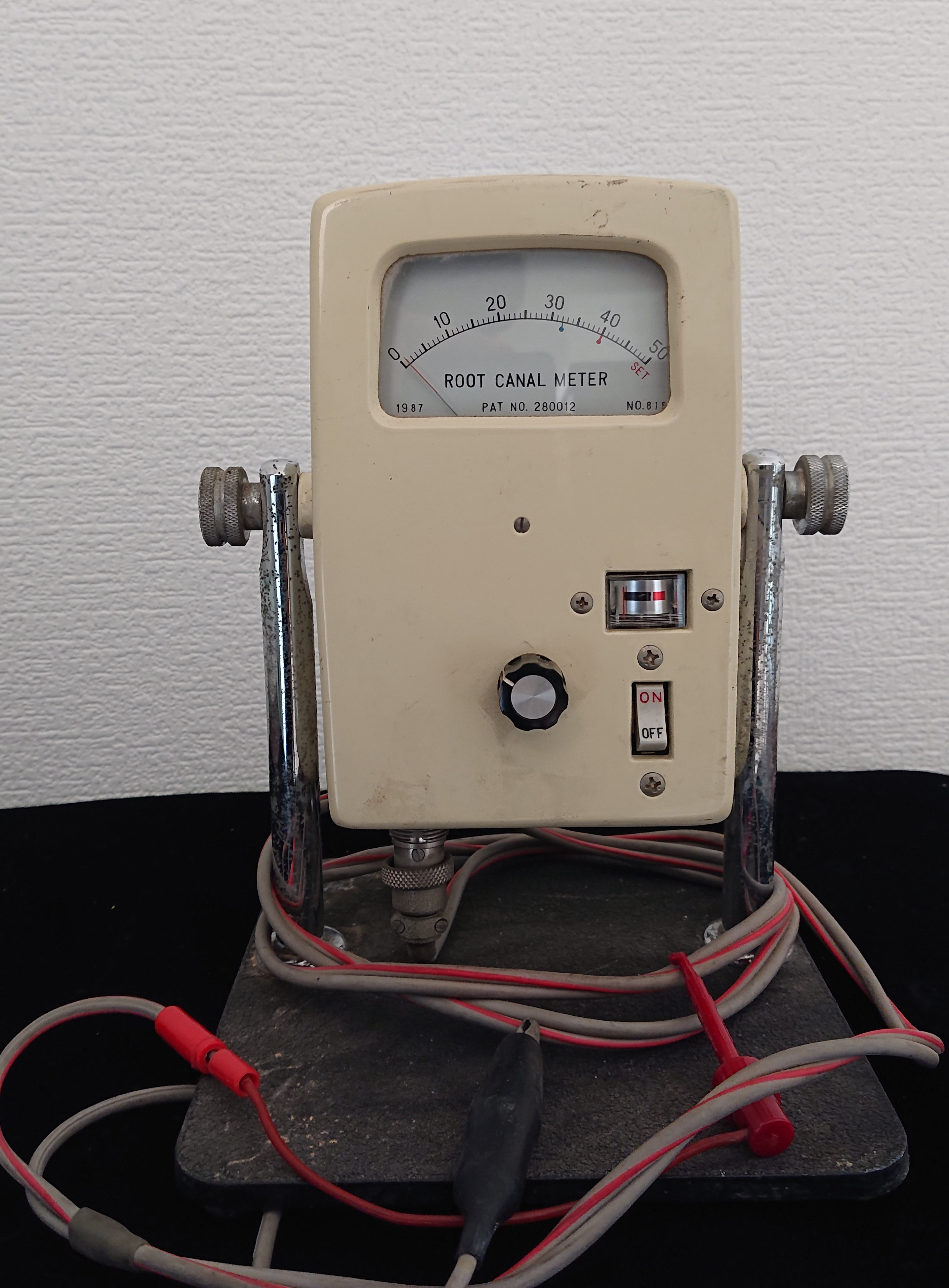
小貫医器が1969年に発売した世界初の電気的根管長測定器であるルートキャナルメーター

1955年、東京医科歯科大学歯科保存科の鈴木賢策、砂田今男らが、当時、術者の勘によって測定されていた歯の長さを、誰もがいつでも同じように測定できるようにする事を目的として、歯の電気抵抗を測定することで歯の長さを調べる方法の研究を開始した。
この研究の結果は、1958年に口腔病学会雑誌、1962年にJDRにて報告され、さらに1965年に交流で正確に測定する方法が報告されると、小貫医器がRoot Canal Meterとしてこれを製品化し、1969年に販売を開始した（第一世代）。
1978年に電気的根管長測定検査が保険適用され、製品としては1980年代に単一周波数測定器であるエンドドンティックメーターSIIが発売され、根管長測定器が普及しはじめた。しかし、エンドドンティックメーターは根管内が乾燥状態でなければ精度よく測定できないという欠点があり、その後その欠点を補った二種類の異なる周波数を用いた測定器であるルートZX、アピット、ジャスティIIなど（第二世代）が発売された。
その後は各社とも精度の向上、小型化などの開発を競っており、得られたデータを補正することでより正確な測定が可能となるジャスティIII（第三世代）なども開発された。
データ補正の改善の取り組みは各社とも続いており、2013年ナカニシから発表されたiPexⅡは二種類の異なる周波数を用いて得たデータを面解析することにより精度を高める独自エンジン「SmartLogic」を搭載している。2009年、モリタから「高性能、軽量、スタイリッシュ」をコンセプトにルートZXminiが発売され、それ以降各社とも軽量化が進み工業デザインとして優れた製品が発売されるようになった。商品シェアはモリタのルートZXが米国シェア69.2％、国内シェア45.2％で国内国外ともにシェアトップである。

## 仕組み
口腔粘膜と根管内に挿入した測定電極の先端との間のインピーダンス値は、人種、年齢、歯種による差がほとんどなく、一定の値（6.5kΩ）をとるという性質を利用している。

## 使用方法
根管長測定器より伸びた対極を口角部に、関電極をファイルに取り付け、根管部へ挿入しながら測定を実施する。

## 特徴
- 根尖孔が吸収されても正確な測定が可能。
- 根管を拡大しながらの測定が可能。
- パーフォレーション（偶発的穿孔：accidental perforation）の即時診断が可能。

## 欠点
- 根尖孔が開いた歯では正確な測定が困難。
- 歯肉への電流リークは短めの測定を誘発する。

## 主な製品
【モリタ】
- ルートZXmini　(2009年4月1日発売。カラーバリエーション：ホワイト、レッド、グリーン、ブルー)
- Root ZX3(2021年7月21日発売。液晶がシリーズ初のネガ液晶を採用。高周波通電機能を持つ)
- デンタポートルートZXモジュール

【デンツプライ】
- プロペックスⅡ（TFTフルカラー液晶）
- プロスペックIQ (2019年発売)

【ヨシダ】
- ジャスティ3.5(2017年6月発売)
- ジャスティ4(2023年11月発売)

【オサダ】
- アピット7
- アピット11
- アピット15(アナログメーターが特徴。2016年発売)

【ジーシー】
- ルートナビ（販売GC、製造ナカニシ）

【ナカニシ】
- iPexⅡ(ナカニシ独自の根管長測定エンジンSmartLogic搭載。SmartLogic「交互発振方式」と「面解析」を行うエンジン）

【BSA】
- ウッドペックス（8万円台の価格）

【ピヤス】
- ルーター

【コスモデンタル】
- コスモアイキュア（根管長測定器、超音波スケーラーを一つに収めた複合機）

【マチダ】
- ソノエクスプローラー（Sono-Explorer MKII Junior）（製造：マチダ、販売：林歯科商店。現在は販売終了）

【その他】
- ルートキャナルメーター（小貫医器）
- エンドドンティックメーターSII（小貫医器）
- Bingo-1020（VDW）
- Neosono MC
- YP-RZ-C(RUENSHENG)